# Чемпионат Европы по фехтованию 2025
Чемпионат Европы по фехтованию 2025 года прошёл в городе Генуя (Италия) и являлся 36-м по счёту. Разыграно 12 комплектов наград: в индивидуальном и командном первенствах по фехтованию на шпагах, рапирах и саблях среди мужчин и женщин. В личных соревнованиях поединок за третье место не проводился, а бронзовая медаль досталась обоим проигравшим полуфиналистам. Среди команд поединок за третье место состоялся.
На этом чемпионате Европы спортсмены из России и Беларуси выступили в нейтральном статусе, в том числе в командных соревнованиях. Всего на чемпионате Европы выступили 477 спортсменов из 42 стран Европы. 

## Медали
*   Принимающая страна (Италия)
| Место           | Страна                | Золото | Серебро | Бронза | Всего |
| --------------- | --------------------- | ------ | ------- | ------ | ----- |
| 1               | Франция               | 5      | 3       | 1      | 9     |
| 2               | Италия*               | 3      | 2       | 8      | 13    |
| 3               | Украина               | 2      | 1       | 0      | 3     |
| 4               | Венгрия               | 1      | 1       | 3      | 5     |
| –               | Нейтральный атлет [1] | 1      | 0       | 2      | 3     |
| 5               | Польша                | 0      | 1       | 1      | 2     |
| 6               | Великобритания        | 0      | 1       | 0      | 1     |
| 6               | Нидерланды            | 0      | 1       | 0      | 1     |
| 6               | Швейцария             | 0      | 1       | 0      | 1     |
| 6               | Эстония               | 0      | 1       | 0      | 1     |
| 10              | Испания               | 0      | 0       | 2      | 2     |
| 11              | Германия              | 0      | 0       | 1      | 1     |
| Всего стран: 11 | Всего стран: 11       | 12     | 12      | 18     | 42    |

## Медалисты

### Мужчины
| Дисциплина            | Золото                                                                      | Серебро                                                                       | Бронза                                                                                  |
| Индивидуальная шпага  | Роман Свичкарь Украина                                                      | Маттео Галасси Италия                                                         | Андреа Сантарелли Италия                                                                |
| Индивидуальная шпага  | Роман Свичкарь Украина                                                      | Маттео Галасси Италия                                                         | Гергей Шиклоши Венгрия                                                                  |
| Командная шпага       | Франция · Поль Аллегр · Александр Бардене · Гаэтан Билла · Луиджи Мидельтон | Нидерланды · Тристан Тюлен · Рафаэл Тюлен · Давид ван Нюнен · Конрад Вененбос | Италия · Джанпаоло Буззачино · Давиде Ди Вероли · Маттео Галасси · Андреа Сантарелли    |
| Индивидуальная рапира | Гийом Бьянки Италия                                                         | Анас Анан Франция                                                             | Карлос Льявадор Испания                                                                 |
| Индивидуальная рапира | Гийом Бьянки Италия                                                         | Анас Анан Франция                                                             | Томмазо Марини Италия                                                                   |
| Командная рапира      | Италия · Гийом Бьянки · Алессио Фокони · Филиппо Макки · Томазо Марини      | Франция · Анас Анан · Пьер Луазель · Максим Поти · Рафаэль Савен              | Нейтральные атлеты Антон Бородачёв Кирилл Бородачёв Александр Керик Владислав Мыльников |
| Индивидуальная сабля  | Реми Гарриг Франция                                                         | Арон Силадьи Венгрия                                                          | Фредерик Киндлер Германия                                                               |
| Индивидуальная сабля  | Реми Гарриг Франция                                                         | Арон Силадьи Венгрия                                                          | Жан-Филипп Патрис Франция                                                               |
| Командная сабля       | Венгрия · Кристиан Рабб · Андраш Сатмари · Арон Силадьи · Николас Илиас     | Италия · Лука Куратоли · Микеле Галло · Маттео Нери · Пьетро Торре            | Нейтральные атлеты Дмитрий Даниленко Павел Граудынь Анатолий Костенко Кирилл Тюлюков    |

### Женщины
| Дисциплина            | Золото                                                                     | Серебро                                                                        | Бронза                                                                          |
| Индивидуальная шпага  | Айзанат Муртазаева FIE                                                     | Катрина Лехис Эстония                                                          | Сара-Мария Ковальчик Италия                                                     |
| Индивидуальная шпага  | Айзанат Муртазаева FIE                                                     | Катрина Лехис Эстония                                                          | Альберта Сантуччо Италия                                                        |
| Командная шпага       | Украина · Инна Бровко · Влада Харькова · Елена Кривицкая · Анна Максименко | Швейцария · Полин Брюннер · Анжелин Фавр · Орор Фавр · Фиона Хатц              | Италия · Росселла Фьяминго · Лукреция Паулис · Джулия Рицци · Альберта Сантуччо |
| Индивидуальная рапира | Ева Лашре Франция                                                          | Каролина Стотчбёри Великобритания                                              | Мартина Батини Италия                                                           |
| Индивидуальная рапира | Ева Лашре Франция                                                          | Каролина Стотчбёри Великобритания                                              | Флора Пастор Венгрия                                                            |
| Командная рапира      | Италия · Мартина Батини · Анна Кристино · Арианна Эрриго · Аличе Вольпи    | Франция · Анита Блаз · Ева Лашре · Полин Ранвье · Морган Патру                 | Испания · Андрея Бретеу · Мария-Тереса Диас · Мария Мариньо · Ариадна Тукер     |
| Индивидуальная сабля  | Сара Нуча Франция                                                          | Алина Комащук Украина                                                          | Шугар Катинка Баттаи Венгрия                                                    |
| Индивидуальная сабля  | Сара Нуча Франция                                                          | Алина Комащук Украина                                                          | Сильвия Матушак Польша                                                          |
| Командная сабля       | Франция · Сара Бальцер · Фостин Клапье · Сара Нуча · Тоскан Тори           | Польша · Зузанна Цесляр · Зузанна Ленкевич · Сильвия Матушак · Ангелика Вонтор | Италия · Микела Баттистон · Кьяра Мормила · Мануэла Спика · Мариэлла Виале      |